# Ван Ландегем, Шанталь
Шанталь ван Ландегем (англ. Chantal Van Landeghem; род. 5 марта 1994, Виннипег) — канадская пловчиха, специализирующаяся в плавании вольным стилем и баттерфляем, бронзовый призёр летних Олимпийских играх 2016 года в составе комбинированной эстафеты. Ван Ландегем также является двукратной чемпионкой Панамериканских игр на дистанции 100 метров вольным стилем и в эстафете 4×100 метров вольным стилем.

## Карьера
Ван Ландегем в настоящее время учится в Университете Джорджии . Она выступала за Манитобу на Канадских летних играх 2009 года, где выиграла две золотые, серебряную и бронзовую медали.
Затем Ван Ландегем участвовала в чемпионате мира по водным видам спорта, где она помогла эстафетной команде в эстафете 4×100 метров вольным стилем занять шестое место. Ван Ландегем также участвовала в чемпионате мира по плаванию среди юниоров 2011 года, где завоевала серебро на дистанциях 100 метров вольным стилем и эстафете 4×100 метров вольным стилем, а также бронзовые медали на дистанциях 50 метров на спине и баттерфляем.
Показанные Шанталь результаты позволили ей стать спортсменкой года Манитобы в 2011 году. В 2013 году она была вызвана во взрослую сборную и участвовала в Барселоне на чемпионате мира FINA, где заняла 9-е место на дистанции 50 метров вольным стилем.
На Панамериканских играх 2015 года ван Ландегем стартовала в финале 100-метровой дистанции вольным стилем. Там она встретилась с американкой Натали Коглин. В финале ван Ландегем обогнала её, установив личный рекорд и рекорд Игр. После гонки она сказала, что домашняя публика «втянула её в это. Она продолжала всех благодарить, когда вышла из воды, потому что поддержка была восхитительна. Они действительно подгоняли меня последние 15 метров. Ничего подобного я не испытывала, так как это было на родине в Канаде. Я была переполнена гордостью, смотря на поднимающийся флаг». Затем Ван Ландегем вновь опередила Коглин, на этот раз в эстафете 4×100 вольным стилем, установив новый рекорд Игр. После второй победы она сказала: «Я не думаю, что я когда-нибудь была так уверена в себе. Победа над Натали, безусловно, является огромным достижением, но лично для меня это лучшее, это всё, о чем я могла бы просить. Мы отправимся на чемпионат мира через пару недель, и имея за плечами такое выступление, получаешь дополнительную уверенность перед чемпионатом мира»
Она выступала за Канаду на летних Олимпийских играх 2016 года . В женской эстафете 4×100 м она помогла выйти в финал своей стране с третьим временем. В финале Ван Ландегем плыла в команде с Пенни Олексяк , Тейлор Рак, Мишель Уильямс и Сандрин Мейнвилл. Вместе они завоевали бронзовую медаль. Эта медаль стала первой для Канады в женской эстафете на Олимпийских играх за 40 лет. Ван Ландегем сказала после гонки: «Мы здесь, и мы находимся на этом подиуме. Сейчас я так взволнована, я так горжусь этими девушками и надеюсь, что вечером мы будем гордиться Канадой». Ван Ландегем была названа частью команды года в канадской прессе, когда они объявили женскую команду по плаванию победителем. Награду получили девушки за их сильные выступления в Рио.
Её следующая медаль состоялась в смешанной комбинированной эстафете 4×100 м, где она плыла на последнем этапе (вольным стилем) в полуфинале чемпионата мира по водным видам спорта 2017. Впрочем, она не участвовала в финале, где на заключительный этап был назначен Юрий Кисиль, став единственным мужчиной на этапе вольным стилем. Кисиль финишировал с одинаковым результатом с китайской командой, разделив третье место.
Она завершила соревновательную карьеру в декабре 2017 года.

## Биография
Ван Ландегем родилась в Виннипеге и начала плавать в клубе Manta Swim Club, расположенном в бассейне Pan Am, с 4 лет. После окончания средней школы она была включена в команду по плаванию и прыжкам в воду Georgia Bulldogs и в настоящее время живёт в Атенс, обучаясь психологии.

## Личные рекорды

### 50 м бассейн

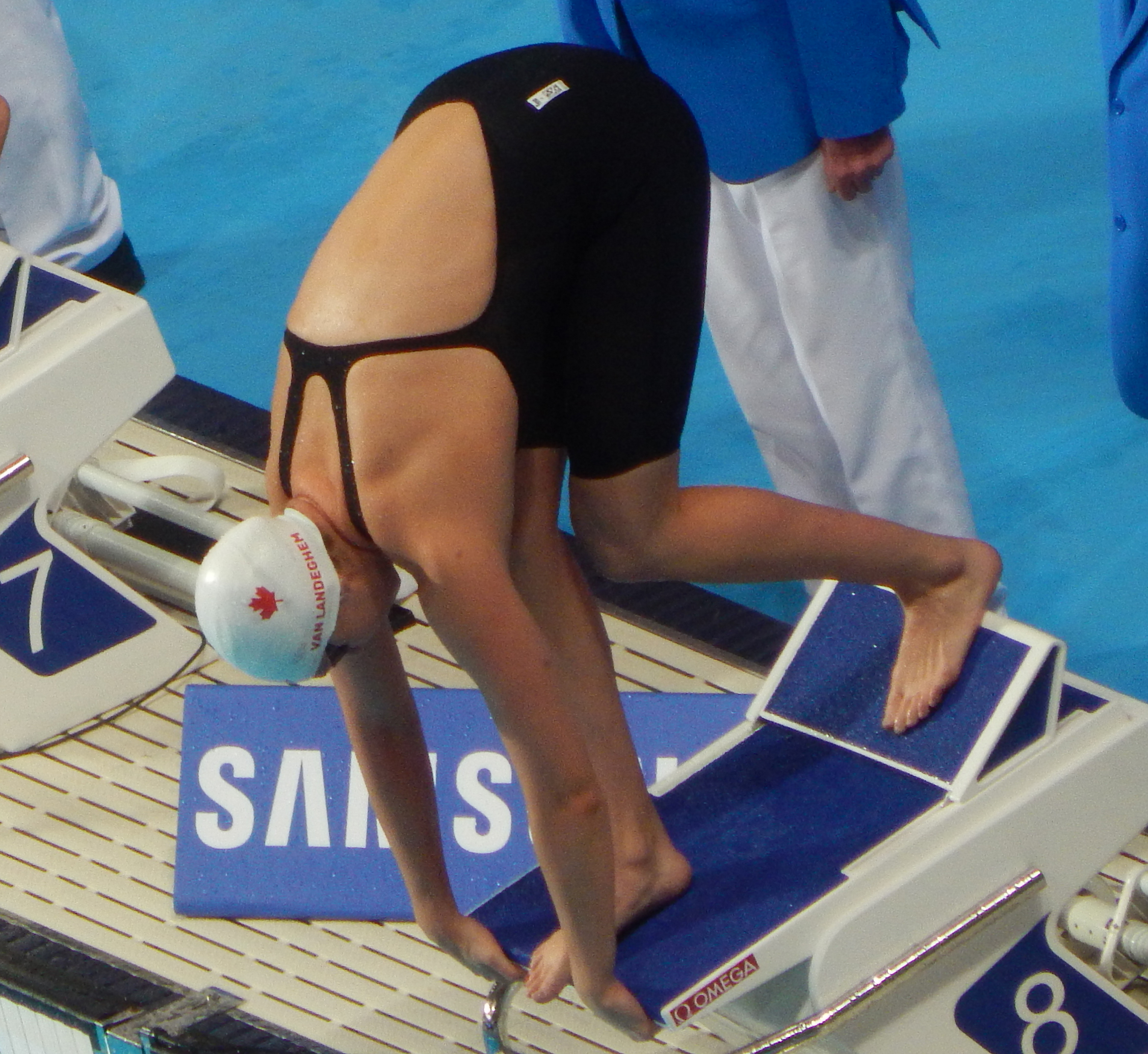
Казань 2015

| Событие             | Время   | Место    | Дата            | Примечания                 |
| ------------------- | ------- | -------- | --------------- | -------------------------- |
| 50 м баттерфляй     | 26,85   | Лима     | 18 августа 2011 |                            |
| 100 м баттерфляй    | 1.00,43 | Монреаль | 10 июля 2009    |                            |
| 50 м вольный стиль  | 24,39   | Казань   | 9 августа 2015  | Рекорд Канады              |
| 100 м вольный стиль | 53,83   | Торонто  | 14 июля 2015    | Рекорд Панамериканских игр |
| 200 м вольный стиль | 2.04,59 | Шарлотт  | 14 мая 2011     |                            |

### 25 м бассейн
| Событие             | Время | Место     | Дата            | Примечания |
| ------------------- | ----- | --------- | --------------- | ---------- |
| 50 м вольный стиль  | 23,85 | Эйндховен | 7 августа 2013  |            |
| 100 м вольный стиль | 52,87 | Берлин    | 11 августа 2013 |            |